# Tài khoản thương mại
Tài khoản thương mại (Tiếng Anh: Merchant Account) là một loại tài khoản ngân hàng đặc biệt cho phép doanh nghiệp có thể thực hiện các giao dịch thẻ thanh toán điện tử theo nhiều cách khác nhau. Các loại thẻ được sử dụng nhiều bao gồm thẻ tín dụng và thẻ ghi nợ. Tài khoản thương mại là rất cần thiết cho các doanh nghiệp khi tham gia thương mại điện tử. Nó tạo sự thuận tiện, dễ dàng cho doanh nghiệp khi thực hiện giao dịch khi mà nó không chỉ cho phép tiền được chuyển vào tài khoản của doanh nghiệp mà còn có thể hỗ trợ hoàn trả lại vào tài khoản của khách hàng khi hoạt động mua bán trao đổi không thành công (các điều kiện thỏa thuận mua bán không được thống nhất hoặc vì lý do nào đó của khách hàng để hủy đơn hàng) thông qua Internet.
Tài khoản thương mại của doanh nghiệp được thiết lập bằng cách doanh nghiệp thực hiện đăng ký tại các ngân hàng thương mại, tổ chức tín dụng để giải quyết và đảm bảo cho doanh nghiệp nhận được các khoản thanh toán điện tử thông qua thẻ tín dụng. Trong một số trường hợp, các bộ phận khác như bộ xử lý thanh toán, tổ chức mua hàng độc lập (ISO) hoặc nhà cung cấp dịch vụ thành viên (member service provider, MSP) cũng là một thành viên tham gia thỏa thuận thương mại.